# Katherine Paterson
Katherine Paterson (China, 31 de outubro de 1932) é uma premiada escritora de literatura infantil dos Estados Unidos. Seu livro premiado '' Ponte para Terabítia'' foi adaptado em duas ocasiões, para a televisão e para o cinema, em 1985 e 2007.

## Vida Pessoal
Nascida na China, no dia 31 de outubro de 1932, Katherine é filha de missionários. Eles tiveram que fugir da China em decorrência da guerra contra Japão, estabelecendo-se nos Estados Unidos em 1940. Obteve um grau em inglês no King College em Bristol, Tennessee. Depois passou um ano em uma escola rural da Virginia antes de se graduar. Posteriormente obteve o mestrado e trabalhou quatro anos como missionária no Japão. Ela e seu marido, Juan, têm quatro meninos (dois biológicos e dois adotados) e sete netos.

## Obras
Sua primeira novela foi escrita enquanto tomava um curso de escritura criativa para adultos. Entre alguns dos prêmios que tem recebido se encontram: o Prêmio Nacional do Livro (Master Puppeteer, 1976; The Great Gilly Hopkins, 1979); a medalha Jhon Newbery (Bridge to Terabithia, 1977; Jacob Have I Loved, 1981); o Prêmio Scott Ou‘Dell por Ficção Histórica (Jip, His Story); o Prêmio Hans Christian Andersen (body of work, 1998); e o Prêmio Memorial Astrid Lindgren (2006). Katherine Paterson acha que os livros infantis devem ocupar-se de temas contemporâneos e realistas, por isso sua obra se vê caracterizada por temas difíceis como a morte de um ser querido.
Paterson é vice-presidenta da Aliança Nacional de Livros e Literatura Infantil, uma organização sem ânimo de lucro que aboga pela instrução, a literatura e as bibliotecas.

## Ponte Para Terabítia
Sua novela mais conhecida no Brasil, Ponte para Terabítia tem sido adaptada em duas ocasiões ao cinema: uma em 1985 e outra em 2007. A versão 2007 é uma co-produção de Disney e Walden Média. Um dos produtores e roteiristas para a versão 2007 é um dos filhos de Paterson: David L. Paterson, cujo nome aparece na dedicatória do livro.
Ponte para Terabítia (Bridge to Terabithia) é uma das mais conhecidas obras da escritora Katherine Paterson. No Brasil esse livro é distribuído pela editora Salamandra com tradução de Ana Maria Machado. Este livro conta a história de Jess Aarons que tem 10 anos, acaba de ingressar na 5º série e o que mais deseja na vida é ser o campeão de corrida da escola. Bem agora, quando tem todas as chances de ganhar, tinha que aparecer Leslie Burke, uma novata na vila – e, ainda por cima, menina! – para desafiá-lo e, pior que isso, ganhar dele?
Mas jess não sabe que Leslie vai lhe propor desafios muito maiores que ganhar ou perder uma corrida. Pouco a pouco, ele vai se afeiçoando a essa menina, tão diferente das outras de sua comunidade rural, até que, juntos, os dois criam um reino mágico e solene, chamado Terabítia, onde governam soberanos, protegidos das ameaças e zombarias da vida cotidiana.
Neste livro Katherine Paterson narra uma história de intensa amizade e coragem, que vai cativar a todos.